# Glenoleon brevigonarcus
Glenoleon brevigonarcus is een insect uit de familie van de mierenleeuwen (Myrmeleontidae), die tot de orde netvleugeligen (Neuroptera) behoort. 
Glenoleon brevigonarcus is voor het eerst wetenschappelijk beschreven door New in 1985.